# Кубанска вриштећа сова
Кубанска вриштећа сова (лат. Margarobyas lawrencii) врста је сове из породице правих сова и ендемична је за подручје Кубе. Припада монотипском роду Margarobyas. Природно станиште су јој суве шуме и тешко деградиране некадашње шуме. Живи у крошњама дрвећа, где налази и своју храну.